# Borís Chertok
Borís Yevséyevich Chertok (en ruso: Борис Евсеевич Черток; 1 de marzo de 1912 - 14 de diciembre de 2011) fue un ingeniero eléctrico y diseñador de sistemas de control en el programa espacial de la Unión Soviética, y más tarde el Roscosmos. Era prominente por ser responsable de los sistemas de control de varios misiles balísticos y naves espaciales. Fue el autor de un libro en cuatro volúmenes, Rockets and People, la fuente definitiva de información sobre la historia del programa espacial soviético.
Desde 1974, fue el diseñador en jefe adjunto de la Corporación Espacial y Cohetes Energia S.P. Koroliov, la oficina de diseño de aviones espaciales para la que comenzó a trabajar en 1946. Se retiró en 1992.

## Vida personal
Nació en Łódź (actualmente parte de Polonia), y su familia se mudó a Moscú cuando él tenía 3 años. A partir de 1930, trabajó como electricista en un suburbio metropolitano. Desde 1934, ya estaba diseñando aviones militares en la oficina de diseño de Bolkhovitinov.
En 1946, ingresó en el NII-88 como jefe del departamento de sistemas de control, trabajando mano a mano con Serguéi Koroliov, del que fue suplente después de que el OKB-1 se separara del NII-88 en 1956.
Estaba casado con Yekaterina Semyonovna Golubkina y era una persona atea.

## Cohetes y Personas
Entre 1994 y 1999 Boris Chertok, con el soporte de su mujer Yekaterina Golubkina, creó el libro de cuatro volúmenes serie sobre la historia de la industria espacial soviética. Originalmente publicado en ruso, en 1999.
- Черток Б.Е. Ракеты и люди — М.: Машиностроение, 1999. (B. Chertok, Rockets and People) (en ruso)
- Черток Б.Е. Ракеты и люди. Фили — Подлипки — Тюратам — М.: Машиностроение, 1999. (B. Chertok, Rockets and People. Fili — Podlipki — Tyuratam) (en ruso)
- Черток Б.Е. Ракеты и люди. Горячие дни холодной войны — М.: Машиностроение, 1999. (B. Chertok, Rockets and People. Hot Days of the Cold War) (en ruso)
- Черток Б.Е. Ракеты и люди. Лунная гонка — М.: Машиностроение, 1999. (B. Chertok, Rockets and People. The Moon Race) (en ruso)

### Traducción al inglés
La División de Historia de la NASA publicó cuatro volúmenes traducidos de la serie entre 2005 y 2011. El editor de la serie es Asif Siddiqi, autor de Challenge to Apollo: The Soviet Union y Space Race, 1945-1974.
- Boris Chertok (author). Rockets and People, Volume 1, 2005. ISBN 0-16-073239-5. Publicado por la NASA.
- Boris Chertok (author). Rockets and People, Volume 2: Creating a Rocket Industry, 2006. ISBN 0-16-076672-9. Publicado por la NASA.
- Boris Chertok (author). Rockets and People, Volume 3: Hot Days of the Cold War, 2009. ISBN 978-0-16-081733-5. Publicado por la NASA.
- Boris Chertok (author). Rockets and People, Volume 4: The Moon Race, 2011. Publicado por la NASA.

## Honores y premios
- Héroe de Trabajo Socialista (1961)
- Orden al Mérito por la Patria, 4.ª clase (1996)
- Dos Órdenes de Lenin (1956, 1961)
- Orden de la Revolución de Octubre (1971)
- Orden de la Pancarta Roja de Laboral (1975)
- Orden de la Estrella Roja (1945)
- Medalla por los Méritos en la Exploración del Espacio (12 de abril de 2011) - por los grandes logros en investigación, desarrollo y utilización del espacio exterior, muchos años de trabajo diligente, actividades públicas
- Medalla de oro BN Petrov Academia de Ciencias (1992)
- Medalla de oro nombrada después de SP Korolev, RAS (2008)
- Premio Lenin (1957) - por laparticipación en crear los primeros satélites artificiales
- URSS Premio Estatal (1976) - por la participación en el proyecto "Soyuz-Apolo"
- Premio internacional de St Andrew "Para Faith y Lealtad" (2010)
- Miembro correspondiente de la Academia de URSS de Ciencias (1968) del Departamento de Mecánicos y Procesos de Control
- Miembro de la Academia rusa de Ciencias (2000)
- Miembro de la International Academy of Astronautics (1990)
- Miembro Honorario de la Russian Academy of Astronautics
- Miembro de la International Academy of Informatization
- Medalla Conmemorativa por el Centenario del Natalicio de Lenin
- Medalla por la Defensa de Moscú
- Medalla de la victoria sobre Alemania en la Gran Guerra Patriótica 1941-1945
- Medalla Conmemorativa del 30.º Aniversario de la Victoria en la Gran Guerra Patria de 1941-1945
- Medalla Conmemorativa del 40.º Aniversario de la Victoria en la Gran Guerra Patria de 1941-1945
- Medalla por el trabajo valiente en la Gran Guerra Patria 1941-1945
- Medalla Conmemorativa del 60.º Aniversario de la Victoria en la Gran Guerra Patria de 1941-1945
- Medalla al Trabajador Veterano
- Medalla del 50.º Aniversario de las Fuerzas Armadas de la URSS
- Medalla del 60.º Aniversario de las Fuerzas Armadas de la URSS
- Medalla Conmemorativa del 800.º Aniversario de Moscú
- Medalla Conmemorativa del 850.º Aniversario de Moscú
- Medalla Conmemorativa del 1500.º Aniversario de Kiev
- Medalla Conmemorativa del 300.º Aniversario de la Armada de Rusia
- El asteroide (6358) Chertok fue nombrado en su honor.[5]

## Literatura
- Vadimir Branets, Boris Evseyevich Chertok (to 95th birthday) (en ruso);
- "Testing of rocket and space technology - the business of my life" Events and facts - A.I. Ostashev, Korolyov, 2001.;
- A.I. Ostashev, Sergey Pavlovich Korolyov - The Genius of the 20th Century — 2010 M. of Public Educational Institution of Higher Professional Training MGUL ISBN 978-5-8135-0510-2;
- «A breakthrough in space» - Konstantin Vasilyevich Gerchik, M: LLC "Veles", 1994, - ISBN 5-87955-001-X;
- "Look back and look ahead. Notes of a military engineer" - Rjazhsky A. A., 2004, SC. first, the publishing house of the "Heroes of the Fatherland" ISBN 5-91017-018-X;
- "Rocket and space feat Baikonur" - Vladimir Порошков, the "Patriot" publishers 2007. ISBN 5-7030-0969-3;
- "Unknown Baikonur" - edited by B. I. Posysaeva, M.: "globe", 2001. ISBN 5-8155-0051-8;
- "People duty and honor" – A. A. Shmelev, the second book. M: Editorial Board "Moscow journal", 1998.
- "Bank of the Universe" - edited by Boltenko A. C., Kiev, 2014., publishing house "Phoenix", ISBN 978-966-136-169-9
- "S. P. Korolev. Encyclopedia of life and creativity" - edited by C. A. Lopota, RSC Energia. S. P. Korolev, 2014 ISBN 978-5-906674-04-3